# Aprifrontalia
Aprifrontalia Oi, 1960 è un genere di ragni appartenente alla famiglia Linyphiidae.

## Distribuzione
Le due specie oggi note di questo genere sono state rinvenute in Asia orientale: precisamente la A. afflata è endemica della Cina, mentre la A. mascula è stata rinvenuta in Russia (parte orientale), Corea, Taiwan e Giappone.

## Tassonomia
Per la determinazione delle caratteristiche del genere sono stati esaminati, quali specie tipo, gli esemplari di Microneta mascula (Karsch, 1879) in un lavoro degli aracnologi Bösenberg & Strand del 1906.
A maggio 2011, si compone di due specie:
- Aprifrontalia afflata Ma & Zhu, 1991 — Cina
- Aprifrontalia mascula (Karsch, 1879)[3] — Russia, Corea, Taiwan, Giappone

### Specie trasferite
- Aprifrontalia quadrialata Gao, Xing & Zhu, 1996; trasferita al genere Gongylidioides Oi, 1960 con la denominazione Gongylidioides quadrialatus (Gao, Xing & Zhu, 1996); a seguito di un lavoro degli aracnologi Tu & Li del 2004 è stata riconosciuta la sinonimia di questo esemplare con Gongylidioides onoi Tazoe, 1994 e qui accreditato[1].